# Nadgigomar Creek
Nadgigomar Creek är ett vattendrag i Australien. Det ligger i delstaten New South Wales, i den sydöstra delen av landet, omkring 170 kilometer sydväst om delstatshuvudstaden Sydney.
I omgivningarna runt Nadgigomar Creek växer huvudsakligen savannskog. Trakten runt Nadgigomar Creek är nära nog obefolkad, med mindre än två invånare per kvadratkilometer. Genomsnittlig årsnederbörd är 1 100 millimeter. Den regnigaste månaden är februari, med i genomsnitt 176 mm nederbörd, och den torraste är juli, med 36 mm nederbörd.